# مائه‌بارو، فوکوئوکا

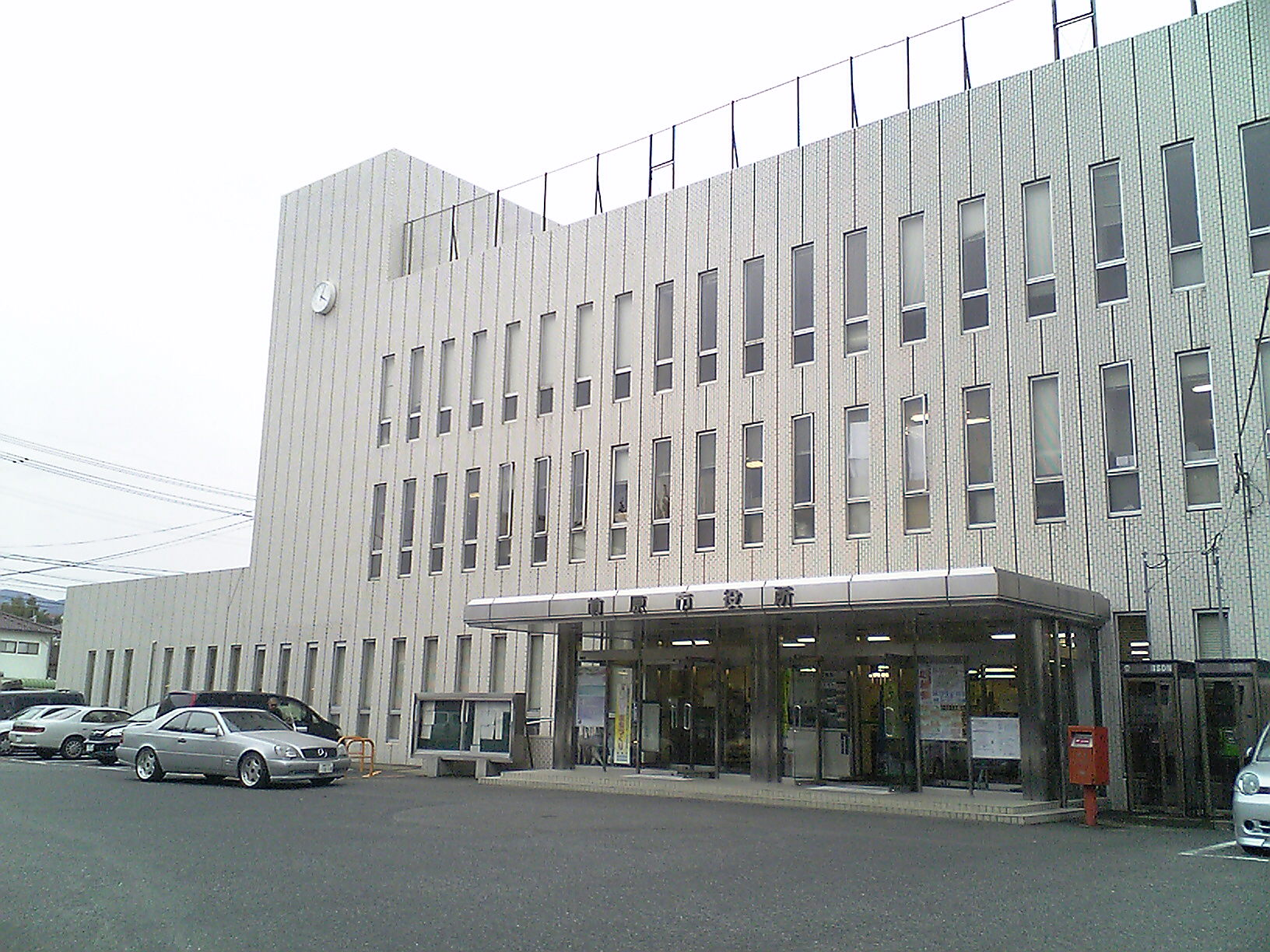
نمایی از ساختمان شورای شهر مائه‌بارو در استان فوکوئوکا - ۲۰۰۹

مائه‌بارو در استان فوکوئوکا در کشور ژاپن واقع شده‌است که دارای جمعیت ۶۸٬۰۲۵ نفر و مساحت ۱۰۴٫۵۰ کیلومتر مربع با تراکم جمعیت ۶۵۱ نفر در کیلومترمربع است و در تاریخ ۱ اکتبر ۱۹۹۲ به عنوان شهر شناخته شد.